# Walter Block
Walter Edward Block (21 de agosto de 1941) é um economista americano.
É acadêmicos da cátedra Harold E. Wirth de Economia na Universidade Loyola de Nova Orleães, tendo publicado mais de 500 artigos acadêmicos. É mais conhecido pelo seu livro Defending the Undefendable. Block é ateu, e escreve para Mises Institute, do qual é membro.

## Obra

### Como autor
- Defending the Undefendable (1976; translated into Chinese, Dutch, French, Italian, Portuguese, and Romanian languages) ISBN 0-930073-05-3
- A Response to the Framework Document for Amending the Combines Investigation Act (1982)
- Focus on Economics and the Canadian Bishops (1983)
- Focus on Employment Equity: A Critique of the Abella Royal Commission on Equality in Employment (with Michael A. Walker; 1985)
- The U.S. Bishops and Their Critics: An Economic and Ethical Perspective (1986)
- Lexicon of Economic Thought (with Michael A. Walker; 1988)
- Economic Freedom of the World, 1975-1995 (with James Gwartney, Robert Lawson; 1996)
- The Privatization of Roads and Highways: Human and Economic Factors (2006)

### Como editor
- Zoning: Its Costs and Relevance for the 1980s (Ed.; 1980)
- Rent Control: Myths & Realities (Ed. with Edgar Olsen; 1981)
- Discrimination, Affirmative Action and Equal Opportunity (Ed. with Michael A. Walker; 1982)
- Taxation: An International Perspective (Ed. with Michael A. Walker; 1984)
- Economics and the Environment: A Reconciliation (Ed.; 1985; translated into Portuguese 1992) ISBN 0-88975-067-X
- Morality of the Market: Religious and Economic Perspectives (Ed. with Geoffrey Brennan, Kenneth Elzinga; 1985)
- Theology, Third World Development and Economic Justice (Ed. with Donald Shaw; 1985)
- Reaction: The New Combines Investigation Act (Ed.; 1986)
- Religion, Economics & Social Thought (Ed. with Irving Hexham; 1986)
- Man, Economy and Liberty: Essays in Honor of Murray N. Rothbard (Ed. with Lew Rockwell; 1988)
- Breaking the Shackles; the Economics of Deregulation: A Comparison of U.S. and Canadian Experience (Ed. with George Lermer; 1991)
- Economic Freedom: Toward a Theory of Measurement (Ed.; 1991)
- Libertarian Autobiographies (Ed.; forthcoming)